# Cherry Bomb (NCT 127)
Cherry Bomb è il terzo EP del gruppo musicale sudcoreano NCT 127, pubblicato nel 2017.

## Tracce
1. Cherry Bomb – 3:56
2. Running 2 U – 2:47
3. 0 Mile – 3:23
4. Sun & Moon – 3:07
5. Whiplash – 3:21
6. Summer 127 – 3:37
7. Cherry Bomb (Performance version) – 4:21